# Омбонил
Омбонил (фр. Ambonil) је насељено место у Француској у региону Рона-Алпи, у департману Дром.
По подацима из 2011. године у општини је живело 120 становника, а густина насељености је износила 97,56 становника/km².

## Демографија
| 1962. | 1968. | 1975. | 1982. | 1990. | 2011. |
| ----- | ----- | ----- | ----- | ----- | ----- |
| 65    | 75    | 59    | 59    | 69    | 120   |